# Lannilis
 Lannilis  (en bretón Lanniliz) es una población y comuna francesa, situada en la región de Bretaña, departamento de Finisterre, en el distrito de Brest y cantón de Lannilis.

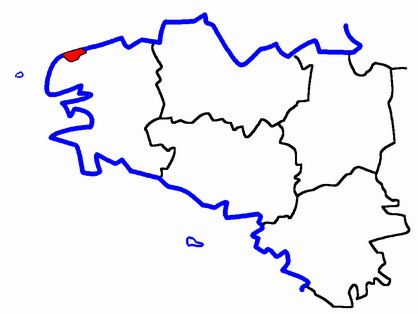
El cantón de Lannilis.

## Demografía
| 3612 | 3556 | 3686 | 3939 | 4272 | 4473 |
| Para los censos de 1962 a 1999 la población legal corresponde a la población sin duplicidades (Fuente: INSEE [Consultar]) |      |      |      |      |      |

## Deportes
En la localidad tiene lugar el final de la carrera ciclista profesional Tro Bro Leon, conocida por sus tramos sin asfaltar.